# Джуді Голідей
Джудіт Тувім (англ. Judith Tuvim; 21 червня 1921 — 7 червня 1965), відома як Джуді Голідей (англ. Judy Holliday) — американська акторка, володарка премії «Оскар» за найкращу жіночу роль. Відзначена зіркою на Голлівудській алеї слави.

## Життєпис
Джуді Тувім народилася 21 червня 1921 в Мангеттені, Нью-Йорк, єдиною дитиною в сім'ї вихідців з царської Росії Елен Голомб і Ейба (Абрама) Тувіма. Батьки познайомилися і одружилися в Нью-Йорку 17 червня 1917 року, і любили посидіти в «Кафе Рояль» в Нижньому Іст Сайді — це було улюблене місце зустрічей акторів і шанувальників театру мовою їдиш. Після розлучення батьків шестирічна Джуді опинилася в новій сім'ї, але пізніше продовжила спілкування з батьком. Він був: президент Американської федерації музикантів (з 1929 по 1937 роки), член Стратегічної ради Сіоністського руху Америки (1944), виконавчий директор Єврейського Національного фонду США (1951—1958). Також займався і журналістикою, писав для різних єврейських газет. Він помер від раку в 64 роки.
Джуді Тувім вчилася чудово, і в 1938 році з відзнакою закінчила середню школу ім. Джулії Річман в Нью-Йорку. Отримавши відмову при вступі до школи драматичного мистецтва, Джуді влаштувалася телефоністкою на комутатор популярного в Нью-Йорку театру «Mercury», сподіваючись, що це допоможе здійснитися її дитячій мрії стати акторкою. Її творче життя почалося зі зустрічі з Адольфом Гріном, соціальним директором табору в Катскільскіх горах, в якому Джуді відпочивала під час відпустки. З ним, а також з Бетті Комден, Алвін Гаммером і Джоном Франком вона створила успішну комічну групу «The Revuers» — настільки успішну, що всіх їх запросили на прослуховування до Голлівуду, але сподобалася тамтешнім метрам лише Джуді Тувім. Молода акторка не забажала покинути свій перший колектив та залишилася в «Revuers».
Все ж у 1943 році її друзі, заради яких вона залишилася в Нью-Йорку, умовили Тувім підписати контракт з кіностудією «20th Century Fox», і за наполяганням керівництва студії Джуді змінила прізвище на Голлідей, оскільки, як вона сама пояснювала, ці слова в івриті дуже близькі за змістом.
Здавалося б, молодій акторці, запрошеній до Голлівуду, дуже пощастило. Але ролі, які їй пропонували, були настільки незначними, що вона плакала ночами від образи. Їй хотілося гучних великих ролей в кіно, успіху і багатства. Врешті контракт з Голлідей був розірваний і в 1945 вона повернулася в Нью-Йорк. Театральний Бродвей виявився щедрішим і гостиннішим до талановитої акторки, ніж непривітний Голлівуд. Особливий успіх публіки мала в її репертуарі вистава «Народжена вчора». Коли в 1950 році постало питання про її перенесення на великий екран, виконати заголовну роль запропонували Голідей. За цю роботу її нагороджено двома найвищими кінопреміями США — «Оскаром» і «Золотим глобусом» — попри наявність в тому році таких серйозних суперниць як Глорія Свенсон («Бульвар Сансет») і Бетт Девіс («Все про Єву»). Надзвичайний успіх Голідей викликав підозри маккартистів, і ФБР розпочало розслідування передбачуваних зв'язків Джуді Голідей з комуністами. Цьому «полюванню на відьом» сприяло і привітання, спрямоване акторкою в 1948 році колективу МХАТу. Попри цілковиту абсурдність пред'явлених звинувачень, метушня навколо її імені підірвала кінокар'єру Джуді Голлідей, хоча жодних компрометуючих матеріалів виявлено не було. Сьогодні в Америці заведено вважати, що перед слідчими акторка блискуче виконала свою коронну роль «тупої блондинки». І все ж вона продовжила театральну кар'єру на Бродвеї, отримавши в 1957 році за роль у мюзиклі «Дзвони дзвонять» премію «Тоні», яку щорічно присуджують за досягнення в області американського театру.

## Сім'я
4 січня 1948 року Джуді одружилася з Девідом Оппенгеймом, з яким розлучилася майже 10 років по тому. 1952 року в Нью-Йорку вона народила сина Джонатана.

## Смерть
Померла Джуді Голлідей від раку грудей 7 червня 1965 в «Mount Sinai Hospital» в Нью-Йорку, в 43 роки. За бажанням матері акторку поховали відповідно до єврейської традиції на кладовищі Вестчестер-Гіллз в Нью-Йорку. За внесок у кіноіндустрію США Джуді Голлідей відзначена зіркою на Голлівудській алеї слави.

## Нагороди та премії
- Оскар, 1951 — Найкраща жіноча роль («Народжена вчора»)